# Telheiras (stație de metrou din Lisabona)
Telheiras este stația terminus din capătul nordic al Liniei verzi a metroului din Lisabona. Stația este situată între străzile Rua Prof. Francisco Gentil și Estrada de Telheiras, sub parcul Professor Francisco Caldeira Cabral. 

## Istoric
Stația a fost inaugurată pe 2 noiembrie 2002, odată cu extinderea liniei verzi în zona Telheiras. Proiectul original îi aparține arhitectului Duarte Nuno Simões, iar lucrările plastice pictorului Eduardo Batarda.
Precum toate noile stații ale metroului din Lisabona, Telheiras este echipată cu scări rulante și ascensoare până la peroane pentru a putea deservi și persoanele cu dizabilități locomotorii.

## Legături

### Autobuze orășenești

#### Carris
- 747 Campo Grande (Metro) ⇄ Pontinha (Metro)
- 767 Campo Mártires da Pátria ⇄ Reboleira (Metro)
- 778 Campo Grande (Metro) ⇄ Paço do Lumiar[4]